# Баркер, Томас Джонс
Томас Джонс Баркер (англ. Thomas Jones Barker; 1815—1882) — английский художник, мастер исторической и портретной живописи.

## Биография

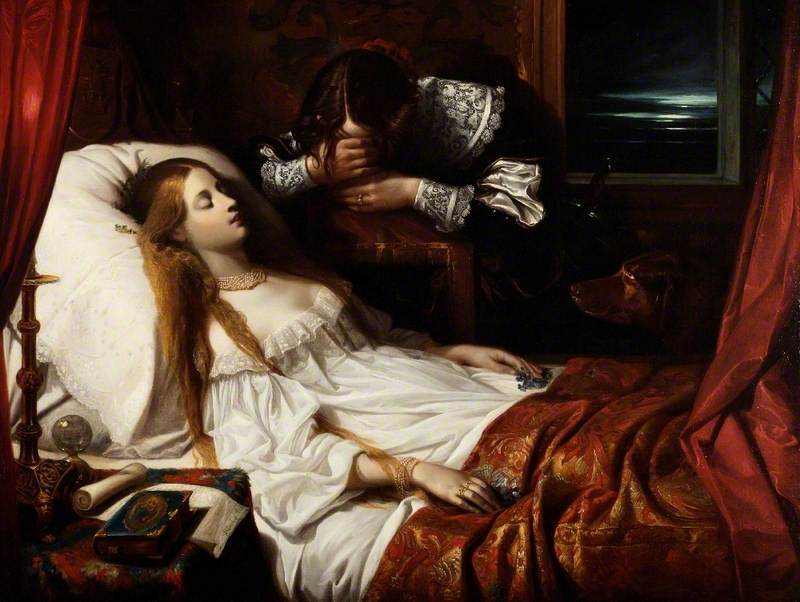
«Невеста смерти» (1839)

Родился в 1815 году в городе Бат (графство Сомерсет), в семье, представители которой в течение поколений проявляли интерес к живописи. Его дед, Бенджамин Баркер, адвокат-неудачник, охотно рисовал лошадей, став в конце жизни признанным автором картин конно-спортивной тематики, а также мастером по эмали на японской фабрике в своём родном городке Понтипул в Торвайне (Уэльс). Отец, известный художник Томас Баркер (ум. 1847), автор картины «Лесник», выставлялся в Парижском салоне и стал его первым учителем в живописи. Подобно отцу, с детства проявлял устойчивый интерес к охоте и охотничьим собакам. 

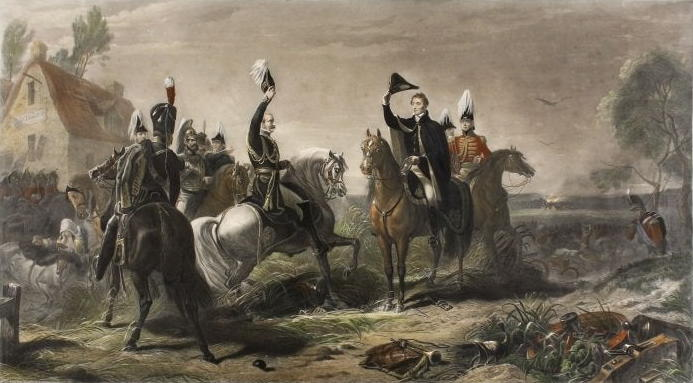
Встреча Веллингтона с Блюхером при Бель-Альянсе (1854)

В 1834 году переехал во французскую столицу, где несколько лет работал под руководством представителя известной художественной династии Ораса Верне. Дебютировал в 1836 году в Парижском салоне тремя картинами, в том числе историческим полотном «Красавицы двора Карла II», удостоенным бронзовой медали. С 1836 по 1850 год выставил на ежегодной выставке в Париже 28 своих картин, преимущественно на тему охоты. На некоторых изобразил свою собственную собаку по кличке Ментор. Его популярность во Франции привлекла внимание короля Луи Филиппа I, заказавшего у него пару работ, включая «Смерть Людовика XIV в Версале», удостоенную золотой медали, оригинал которой утрачен был во время революции 1848 года. 

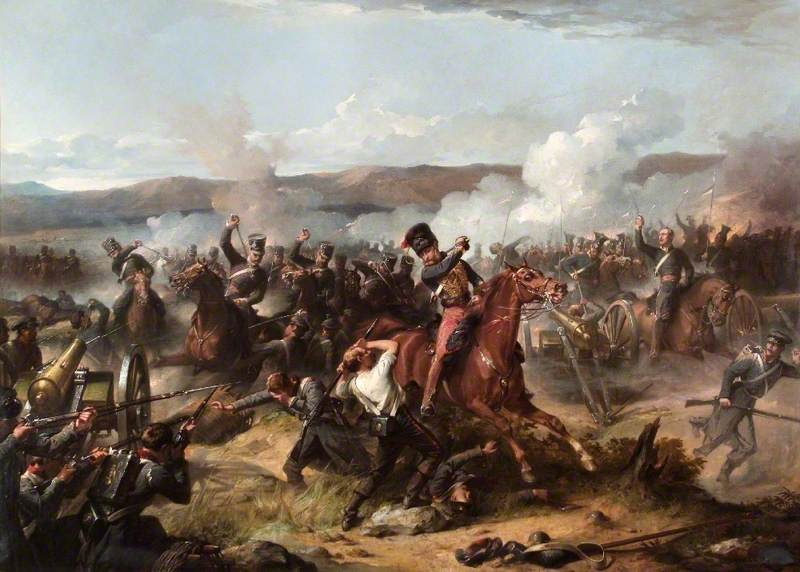
«Атака лёгкой бригады под Балаклавой» (1877)

Заказанная ценившей его творчество, но рано умершей принцессой Марией Орлеанской (1813—1839), и оплаченной её младшей сестрой Клементиной, картина «Невеста смерти» (1839), на мотив старинной баллады о Лауре, оказалась пророческой и получила широкий общественный резонанс. В 1840 году он награждён был за неё Орденом Почётного легиона. Другой известной его картиной парижского периода стала написанная по мотивам поэмы Байрона «Паризина» (1842), в основу сюжета которой легла трагическая история юной супруги маркиза Феррары Никколо III д’Эсте из рода Малатеста, в 1425 году умерщвлённой вместе со своим любовником ревнивым мужем. Утерянный в течение многих лет шедевр лишь в 2020 году объявился на аукционе в Нью-Йорке.
В 1845 году вернулся на родину, где выставил в Художественной галерее королевы Виктории в Бате вышеназванную картину «Невеста смерти» и несколько портретов. В Королевской академии художеств в Лондоне им до 1876 года выставлено было 29 картин.
С 1849 до 1860 год почти ежегодно писал батальные сцены и портреты лошадей; также иллюстрировал произведения художественной литературы. Так, в 1851 году изобразил Наполеона после битвы при Бассано, переход Веллингтона через Пиренеи, в 1853 году — эпизод из взятия Веллингтоном Памплоны, воспроизведенный потом в бесчисленных гравюрах, в 1854 году — встречу герцога Веллингтона и маршала Блюхера при Бель-Альянсе, в 1857 году Веллингтона, пересекающего Пиренеи во время войны в Испании. В позднейших его картинах нашли отражение события важнейших военных конфликтов третьей четверти XIX века: Крымской войны (1853—1856), в частности, сражения при Балаклаве и сдачи русским турецкого Карса генералом У. Ф. Уильямсом, восстания сипаев в Индии (1857), польского восстания (1863—1864) и др. Является автором портретов союзных генералов перед Севастополем, эпизодов из войны в Индии, скачек на Корсо в Риме и др. 
В 1870—1871 годах был очевидцем событий Франко-прусской войны и по своим наблюдениям написал: нападение прусских кирасир на африканских егерей при Вионвиле, Наполеона III после битвы при Седане, лошадей без седоков после этого боя между трупами своих хозяев и сестёр милосердия на поле сражения. 
Вплоть до своей смерти оставался востребованным в качестве художника-портретиста. Пользовался покровительством многих влиятельных политиков и меценатов, в том числе Бенджамина Дизраэли, портрет которого до сих пор украшает королевские покои. 
Умер в Лондоне 27 марта 1882 года.

## Оценка современников
Несмотря на всю свою популярность и очевидный коммерческий успех своих работ, регулярно экспонировавшихся в Лондоне и Бате, не пользовался одобрением художественных кругов своей эпохи, и даже не был удостоен членства в Королевской академии. По словам одного из современных ему критиков, именно «сцены современных войн, ставшие популярными благодаря искусству гравюры, сделали Баркера известным, многие из подобных его картин не выставлялись нигде, кроме как в частных галереях. Изначально создававшиеся для продавцов литографий, они в массе своей писались на холсте больших размеров». 
Невзирая на это, занимает почётное место в британском искусстве викторианской эпохи. Как выразился в 1878 году в своём «Журнале искусств» Джеймс Даффорн, «если бы Англия обладала тем, чем обладает Франция в Версале, галереей живописной летописи её военных подвигов, одним из художников, чьи творения заняли бы в ней видное место, несомненно, являлся бы мистер Т. Джонс Баркер, который, безусловно, является Горацием Верне Англии…»

## «Секрет величия Англии»

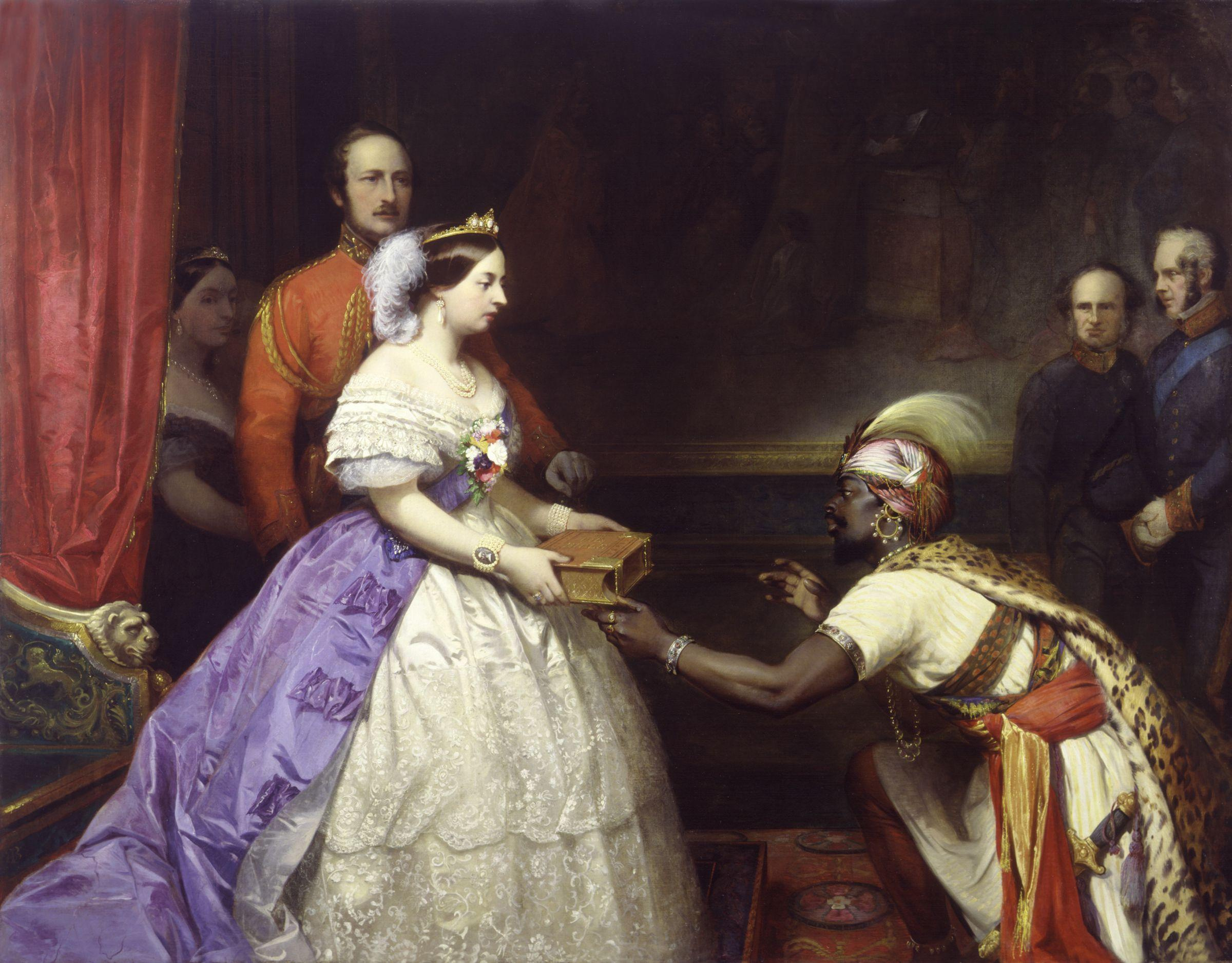
«Секрет величия Англии» (1863)

В XXI веке наиболее обсуждаемым и противоречиво трактуемым творением Тамаса Баркера стала картина «Секрет величия Англии», написанная в 1862-1863 годах и хранящаяся в Национальной портретной галерее в Лондоне. После того, как в 2005 и 2006 годах она экспонировалась на выставке «Чёрные викторианцы: африканцы в британском искусстве 1800–1900 годов», проходившей в Художественной галерее Манчестера и Бирмингемском музее, а в 2015 и 2016 годах на выставке «Художник и Империя: Внешний лоск британского прошлого» в лондонской Галерее Тейт, развернулась дискуссия по поводу её содержания.
Как писала колумнист «Журнала Викторианской культуры» Линда Нид, «и изображение, и его название выразительны и недвусмысленны… если останутся какие-либо следы неуверенности, существует подзаголовок: «Королева Виктория представляет Библию в зале для аудиенций в Виндзоре»… Хотя изображённый предмет сюжет, возможно, и связан с различными колониальными визитами времён викторианского правления, маловероятно, что подобное событие в реальности когда-либо имело место. Это апокрифический анекдот…»
Согласно распространённой версии сюжета картины, появившейся ещё в 1859 году на первой полосе британского «Workman», принимавшая некого африканского посла королева Виктория, вместо того чтобы продемонстрировать ему свои наряды и драгоценности, протянула ему Библию в красивом переплёте, сказав, что именно в ней сокрыта тайна величия Британской империи. Расположение персонажей картины не только напоминает о паломничестве волхвов к Богородице, но и отражает принятые в европейском искусстве той эпохи принципы изображения освобождённых чёрных рабов.

## Галерея

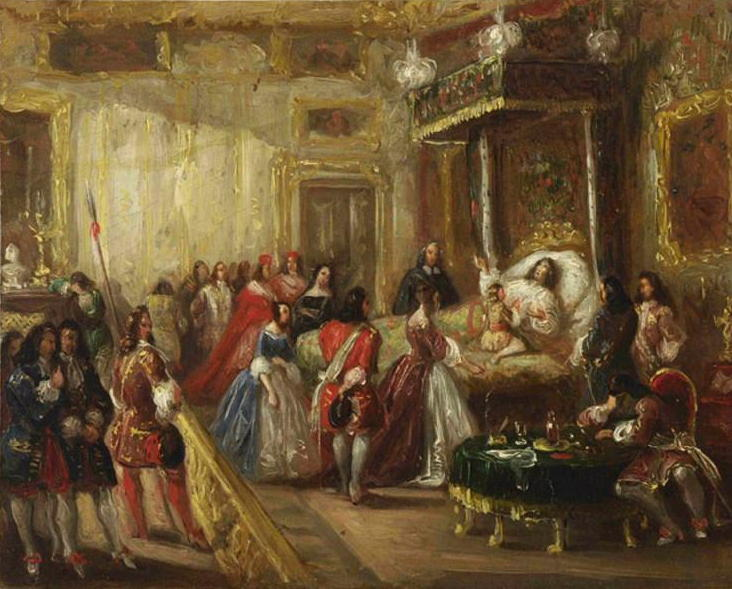
Смерть короля Людовика XIV в Версале (1839)
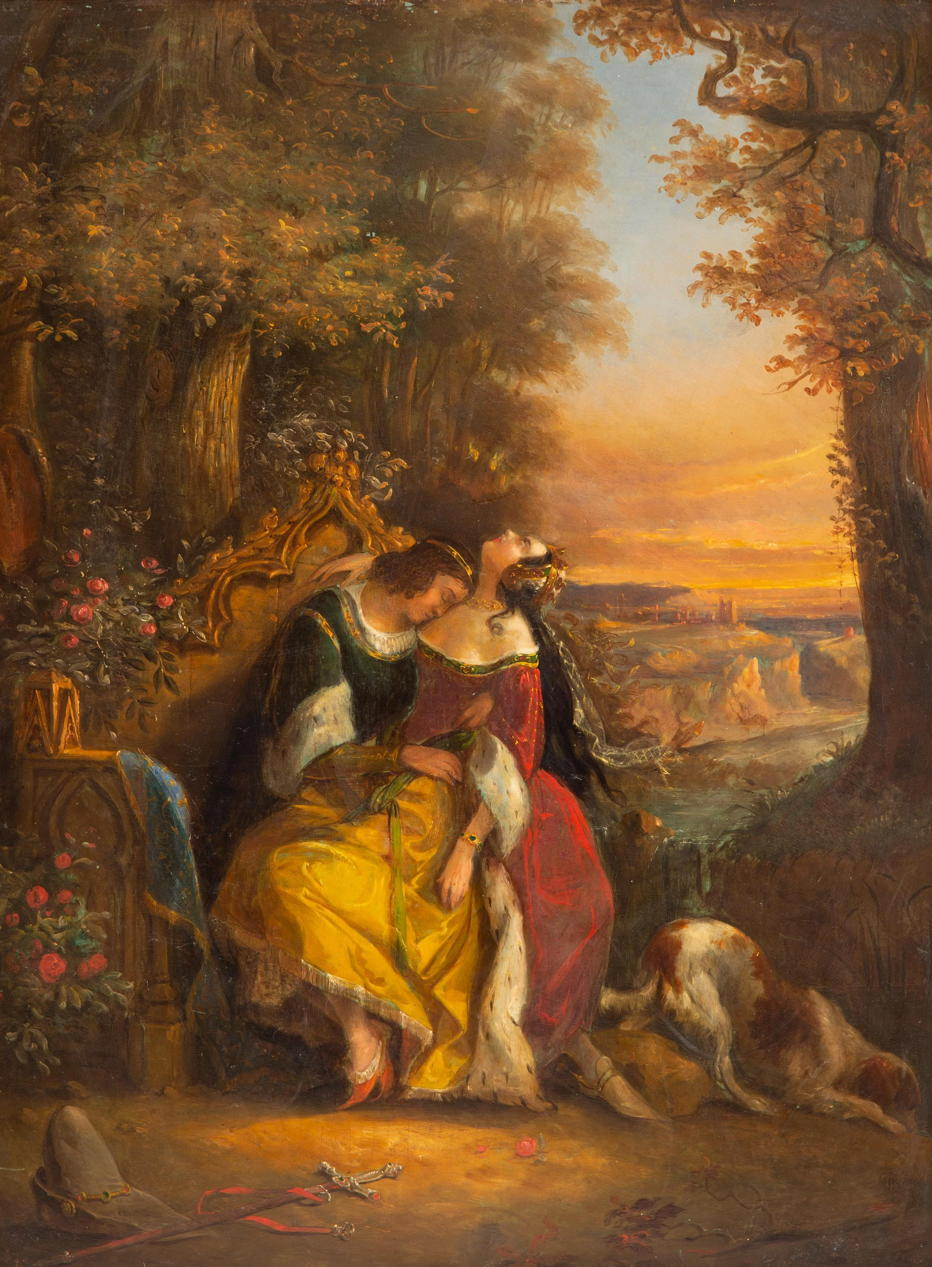
Паризина (1842)
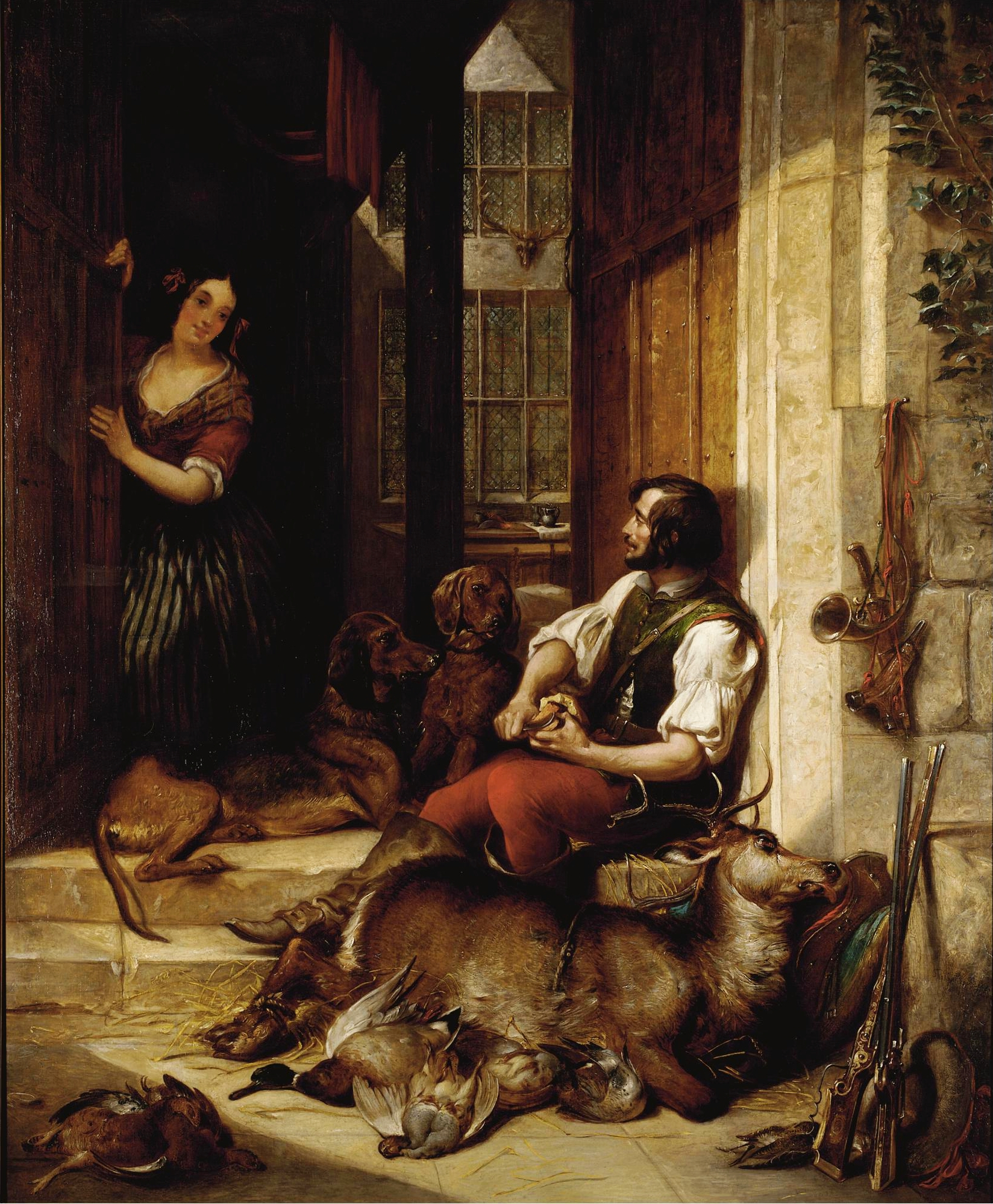
Удачная охота (1843)
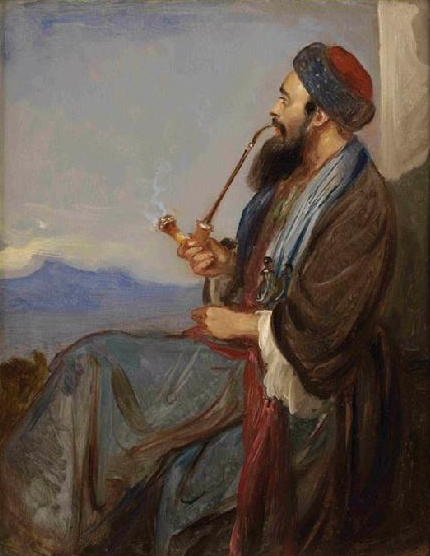
Курящий трубку (1844)
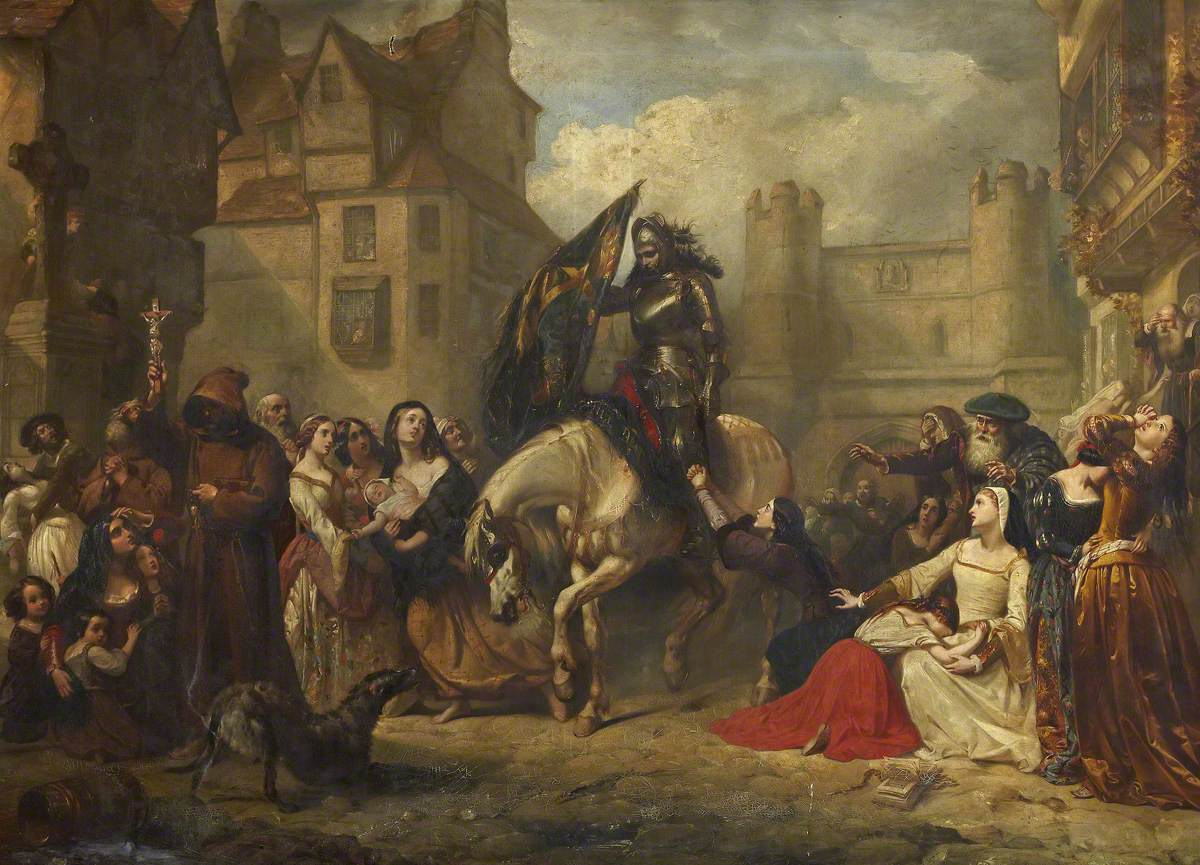
Гонец с поля битвы при Флоддене в Эдинбурге (1850)
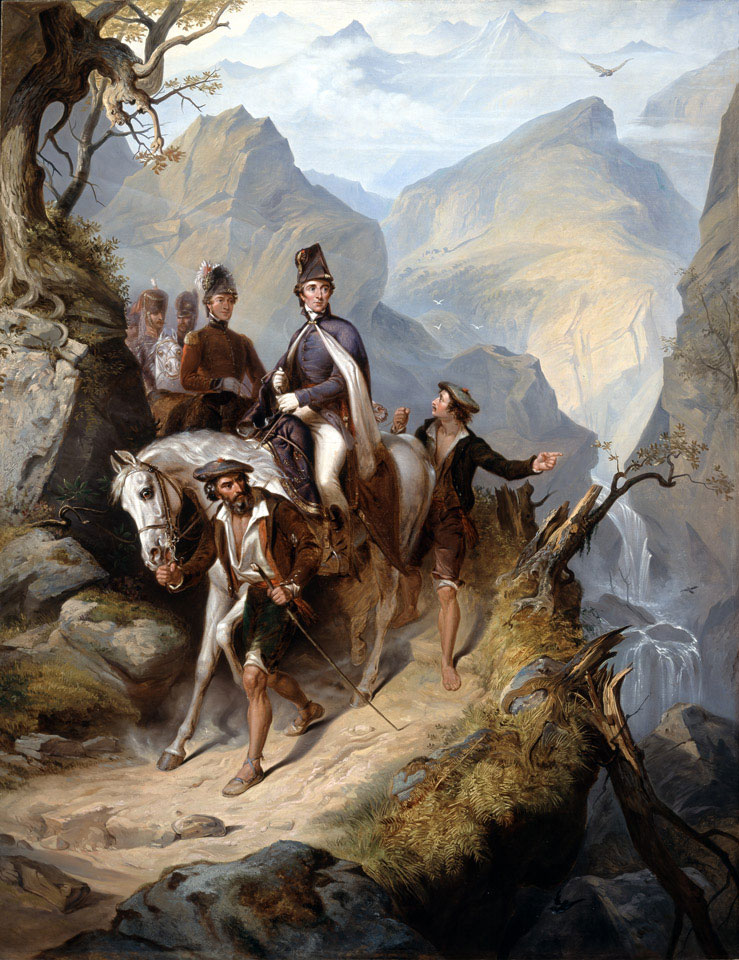
Веллингтон при Сорорене (1853)
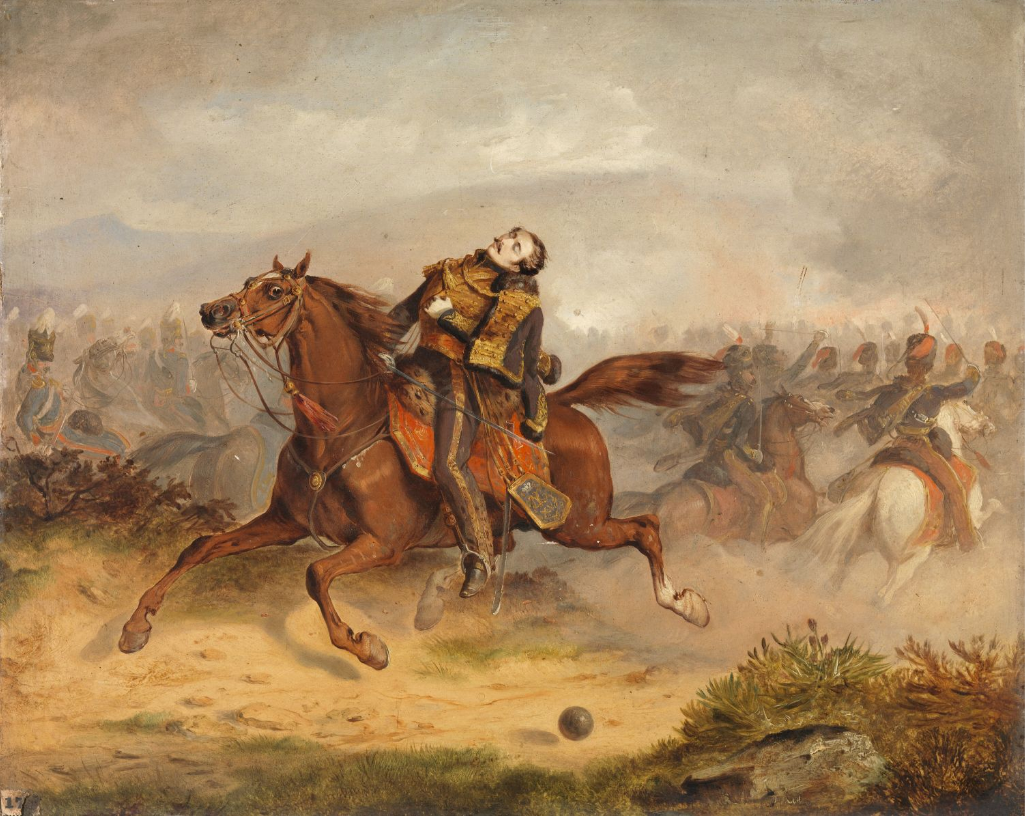
Ранение капитана Нолана[англ.] под Балаклавой (1855)
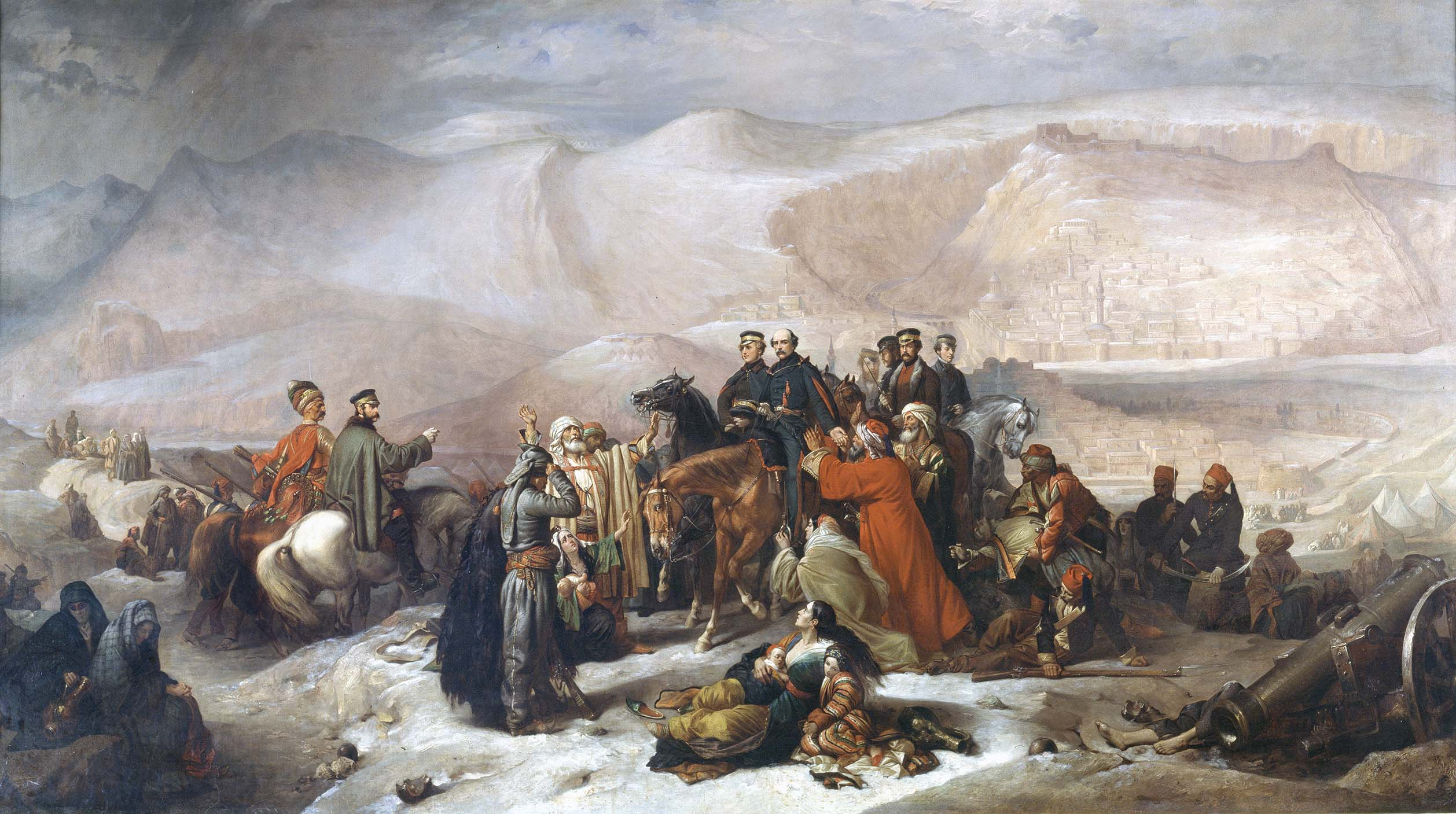
Сдача турецкой крепости Карс (1860)
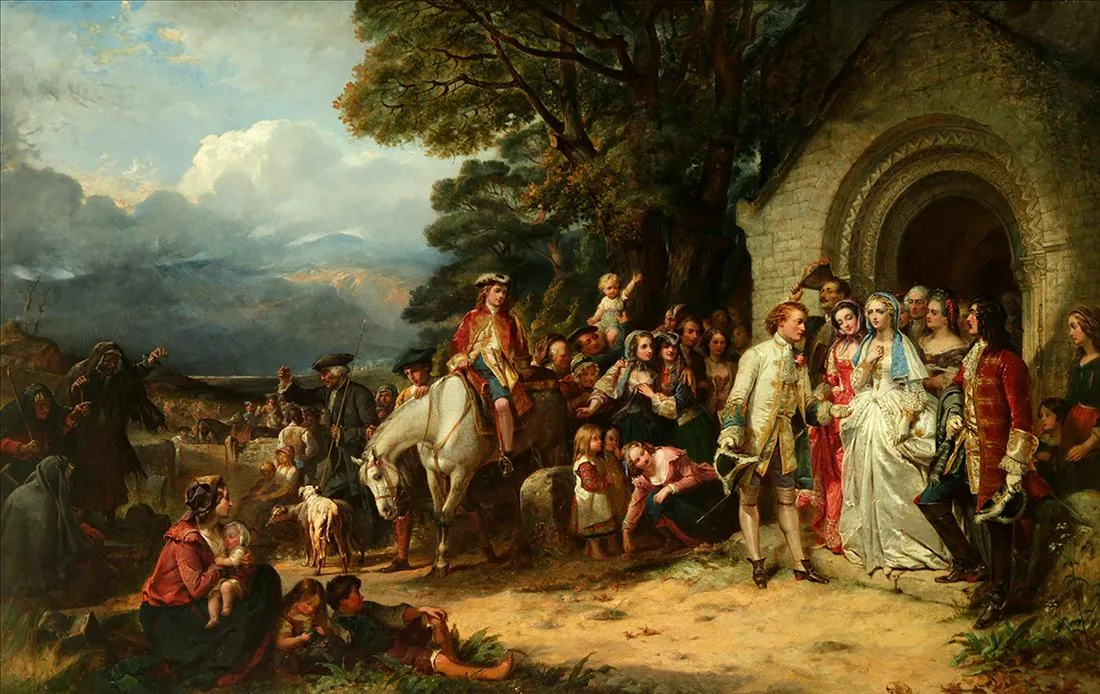
Ламмермурская невеста (1862)
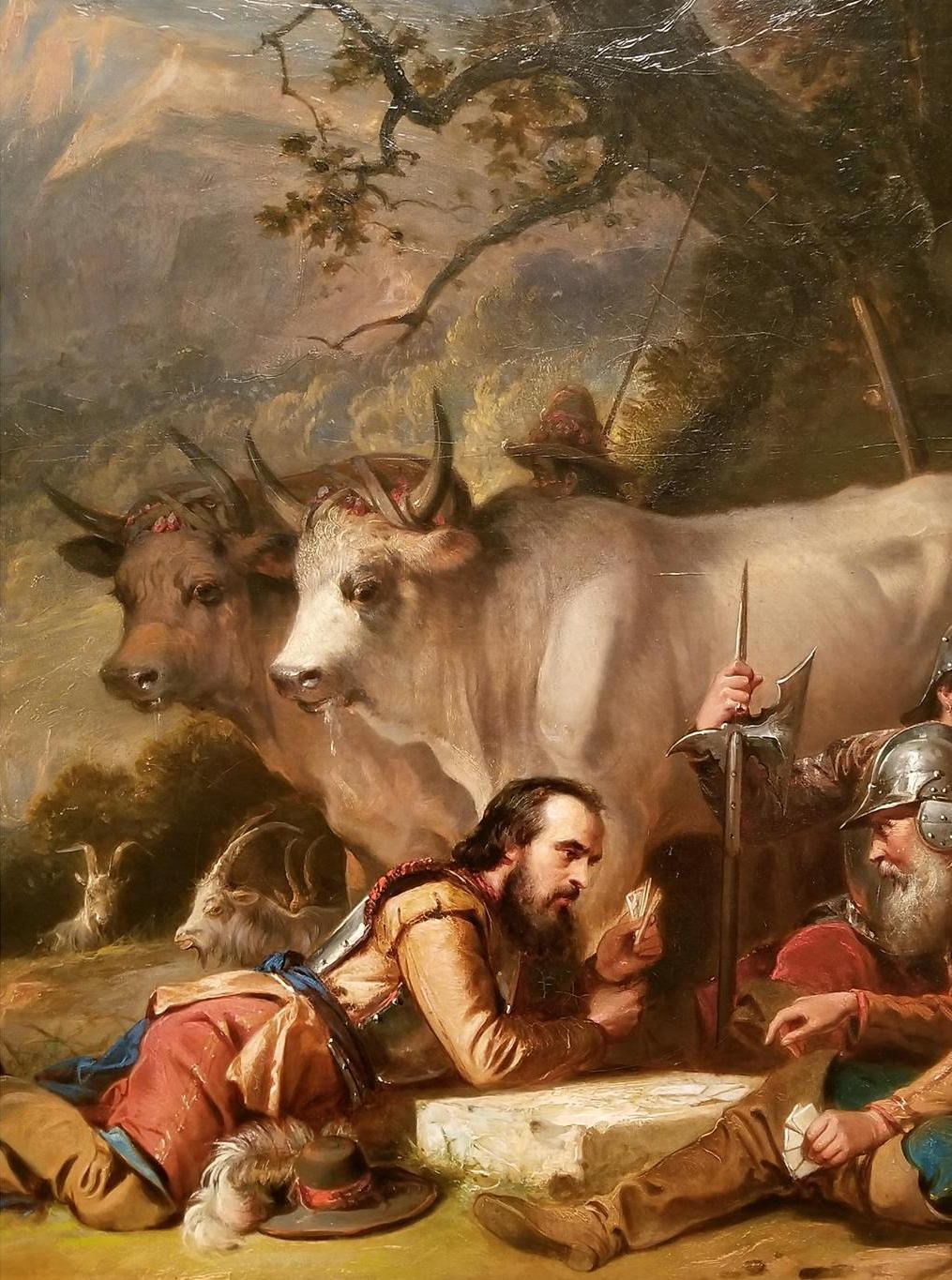
Сальватор Роза среди разбойников в горах Абруцци. Фрагмент (1865)
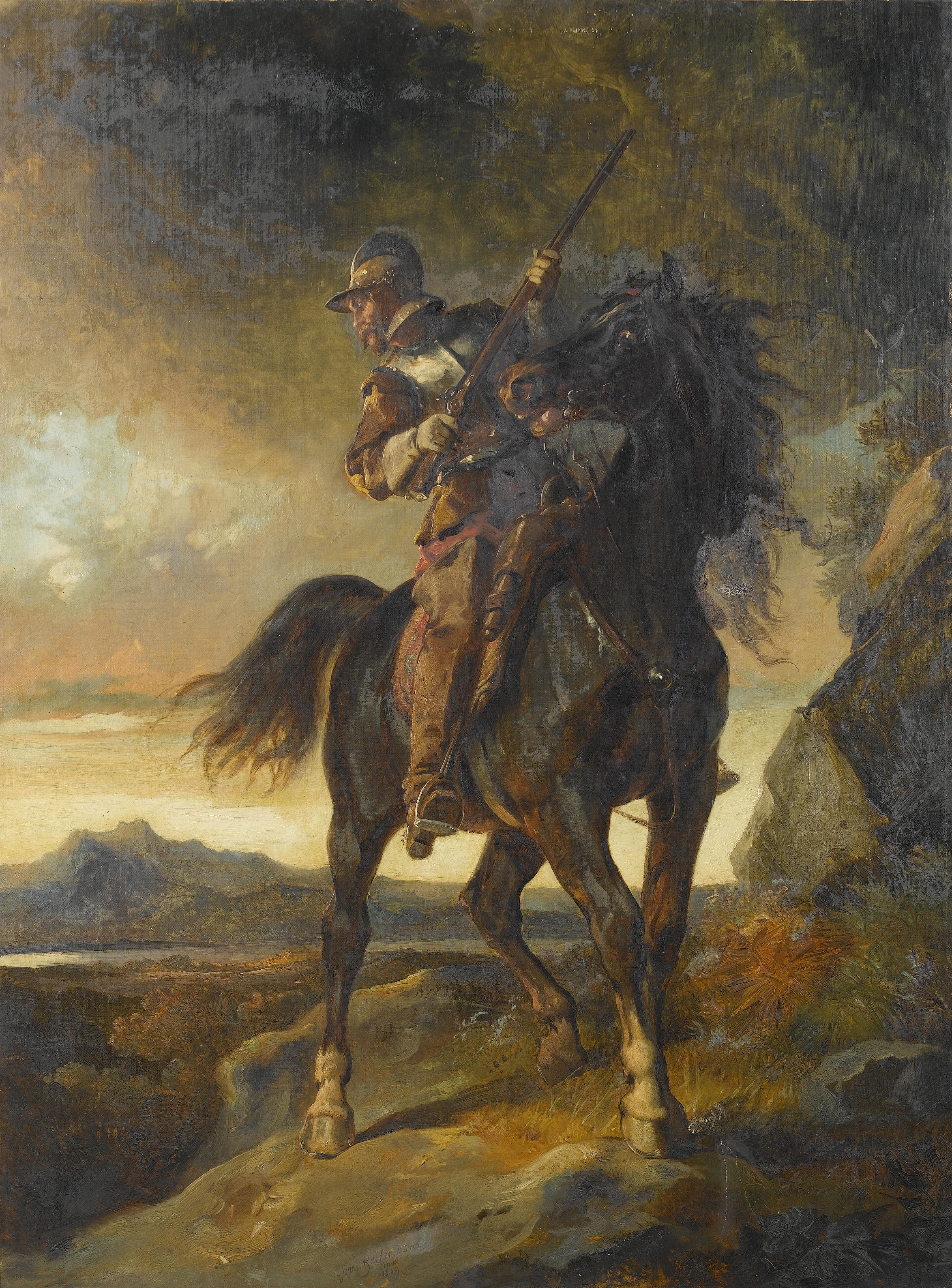
«Моховый солдат» англо-шотландского пограничья (1869)
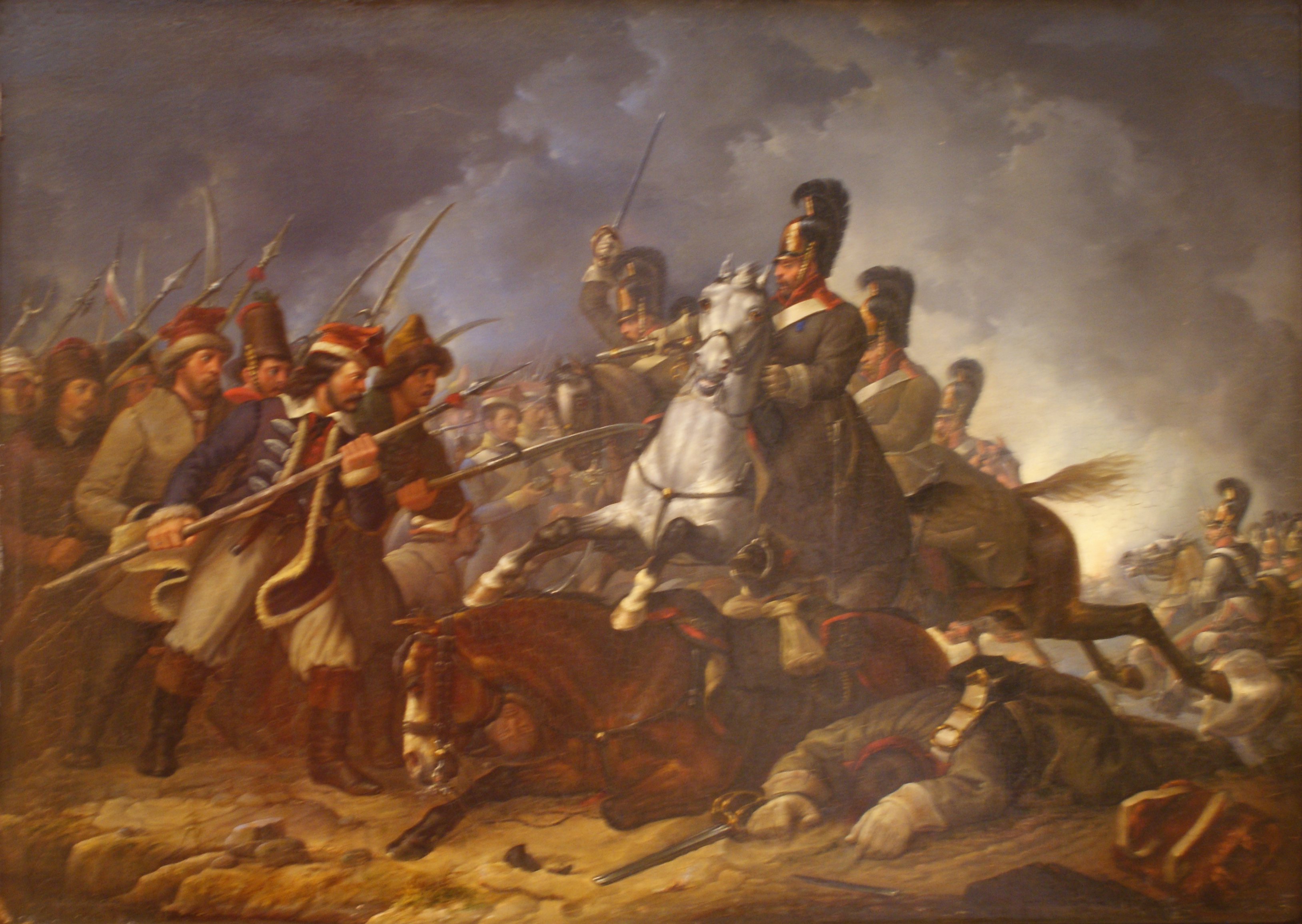
Атака русских кирасир на позиции польских повстанцев (1872)
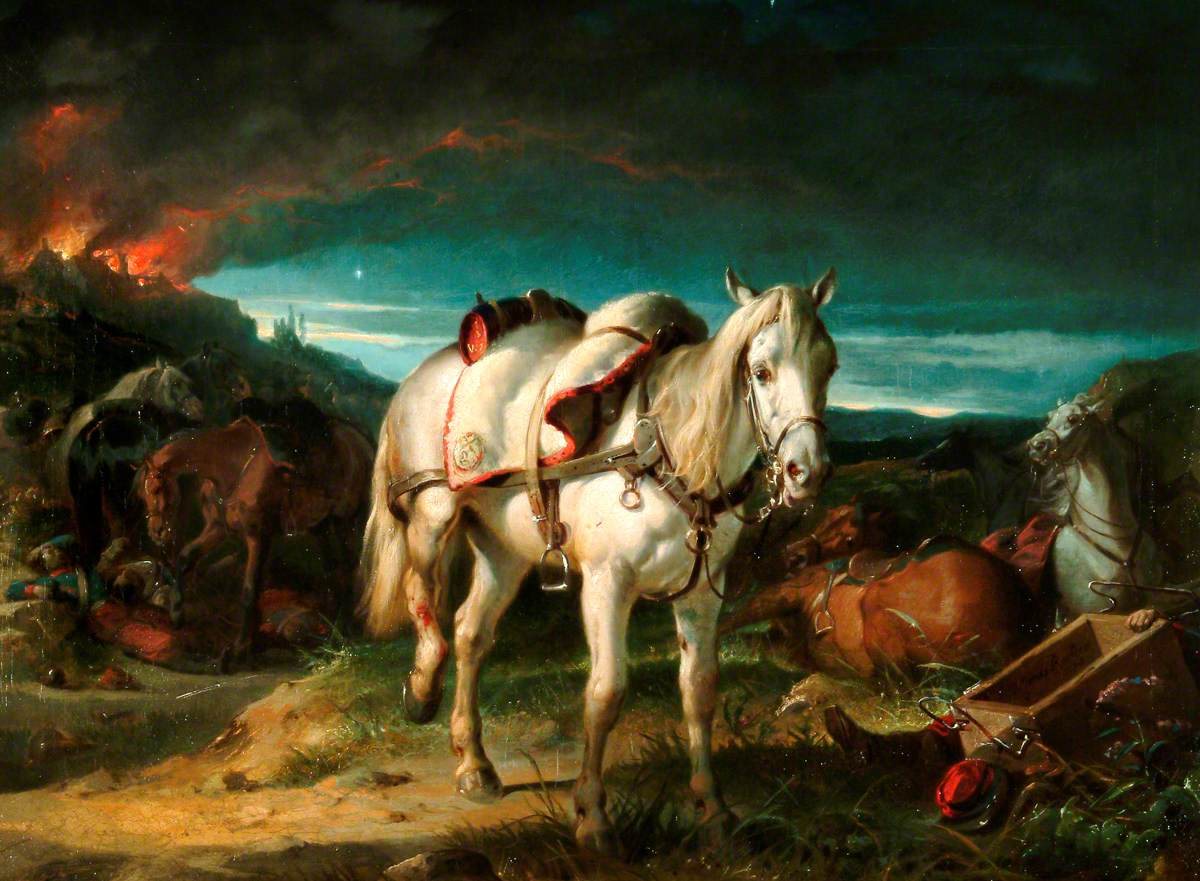
Лошадь без всадника после битвы при Седане (1873)
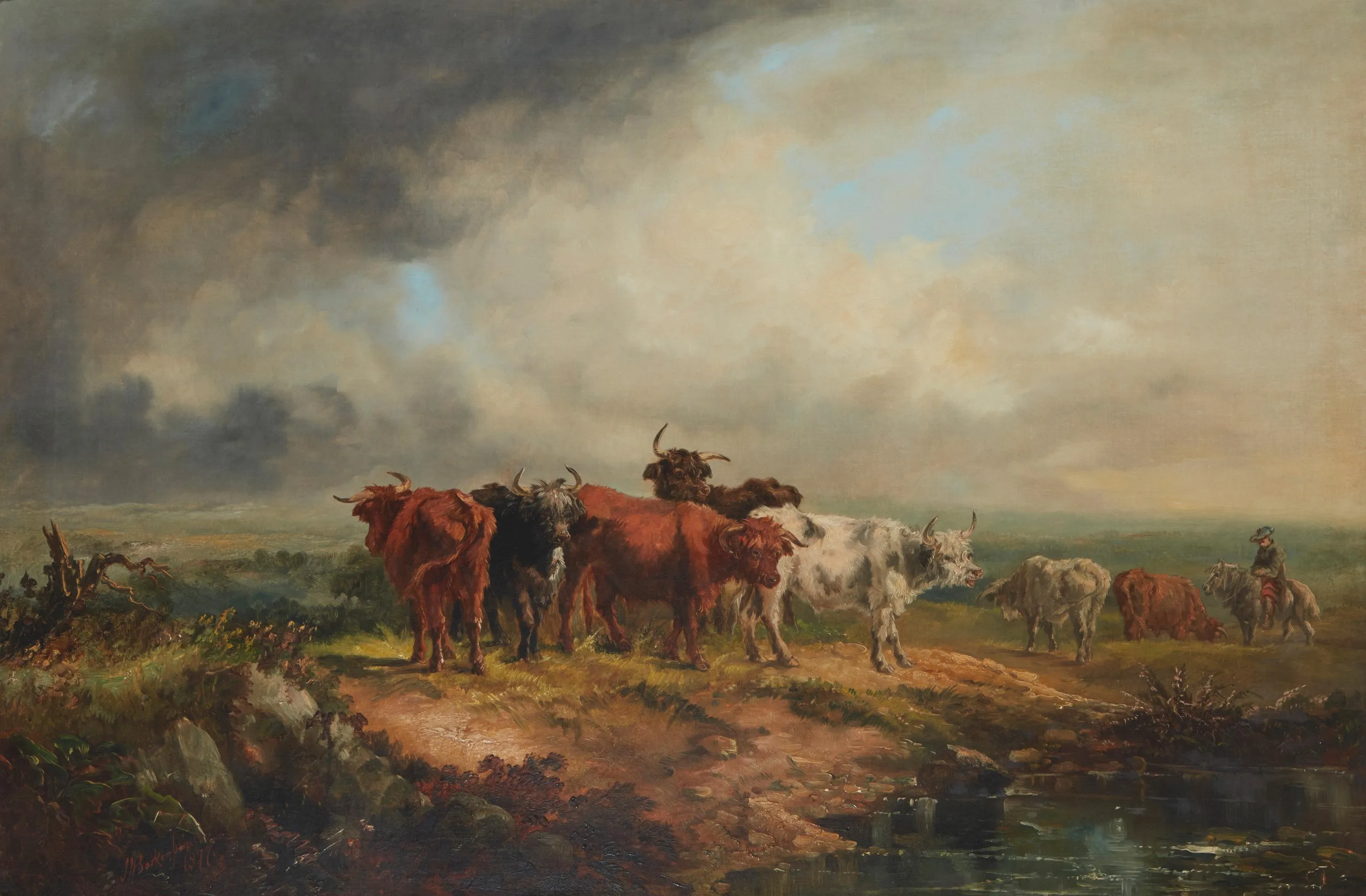
Коровы породы хайленд (1877)
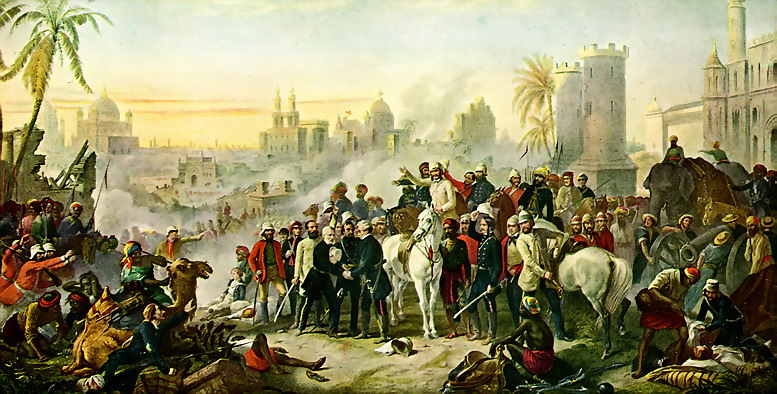
Освобождение Лакхнау при подавлении восстания сипаев (1870-е гг.)
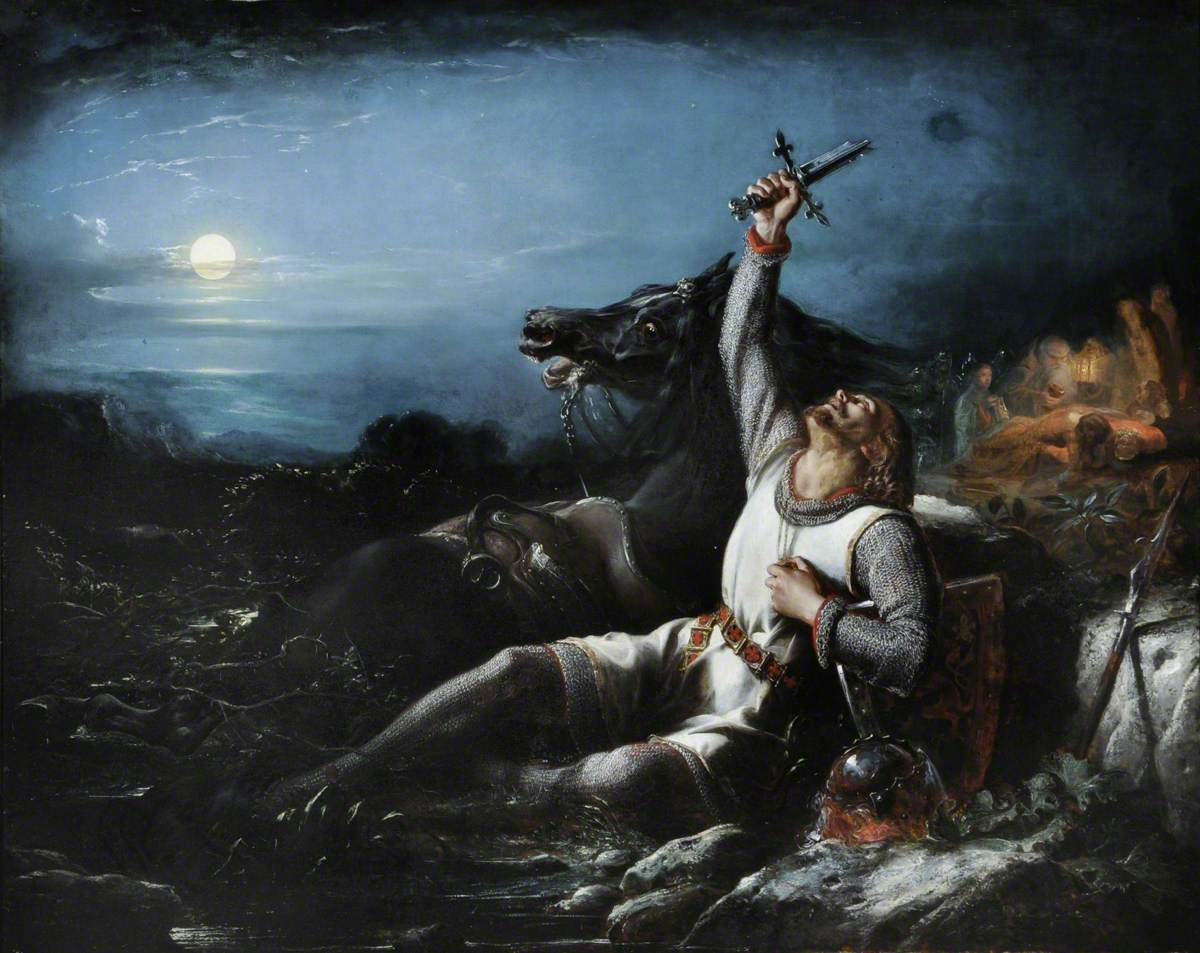
Истинный рыцарь (1881)
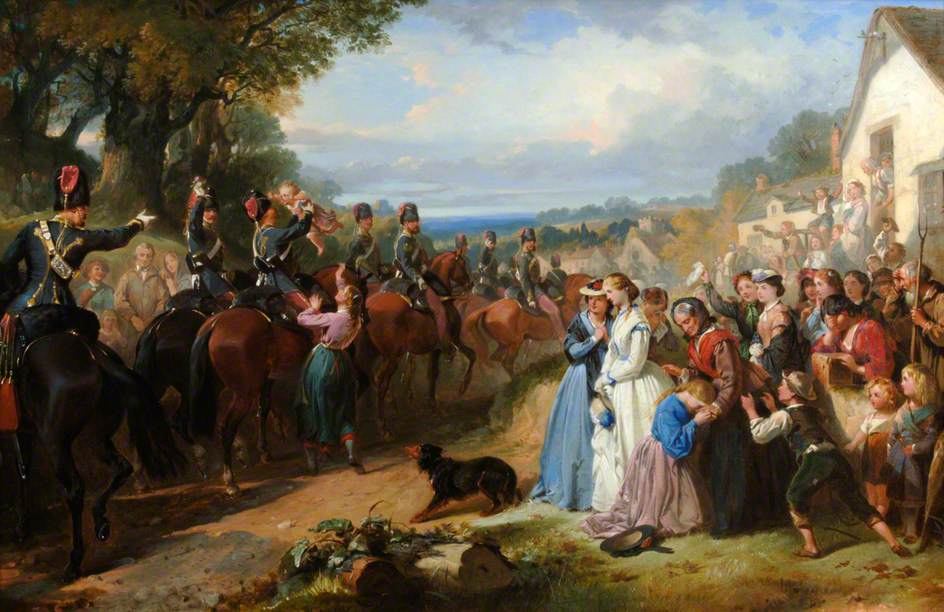
Отправление 11-го гусарского полка в Индию (1882)
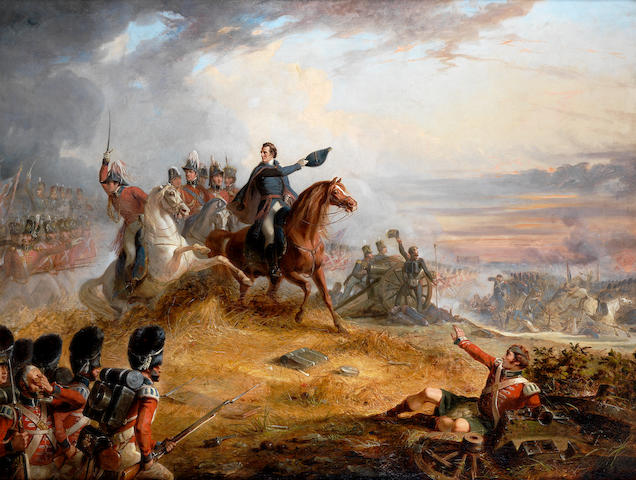
Герцог Веллингтон в битве при Ватерлоо (1882)
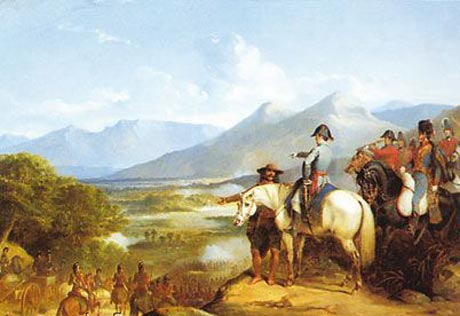
Герцог Веллингтон в битве при Витории
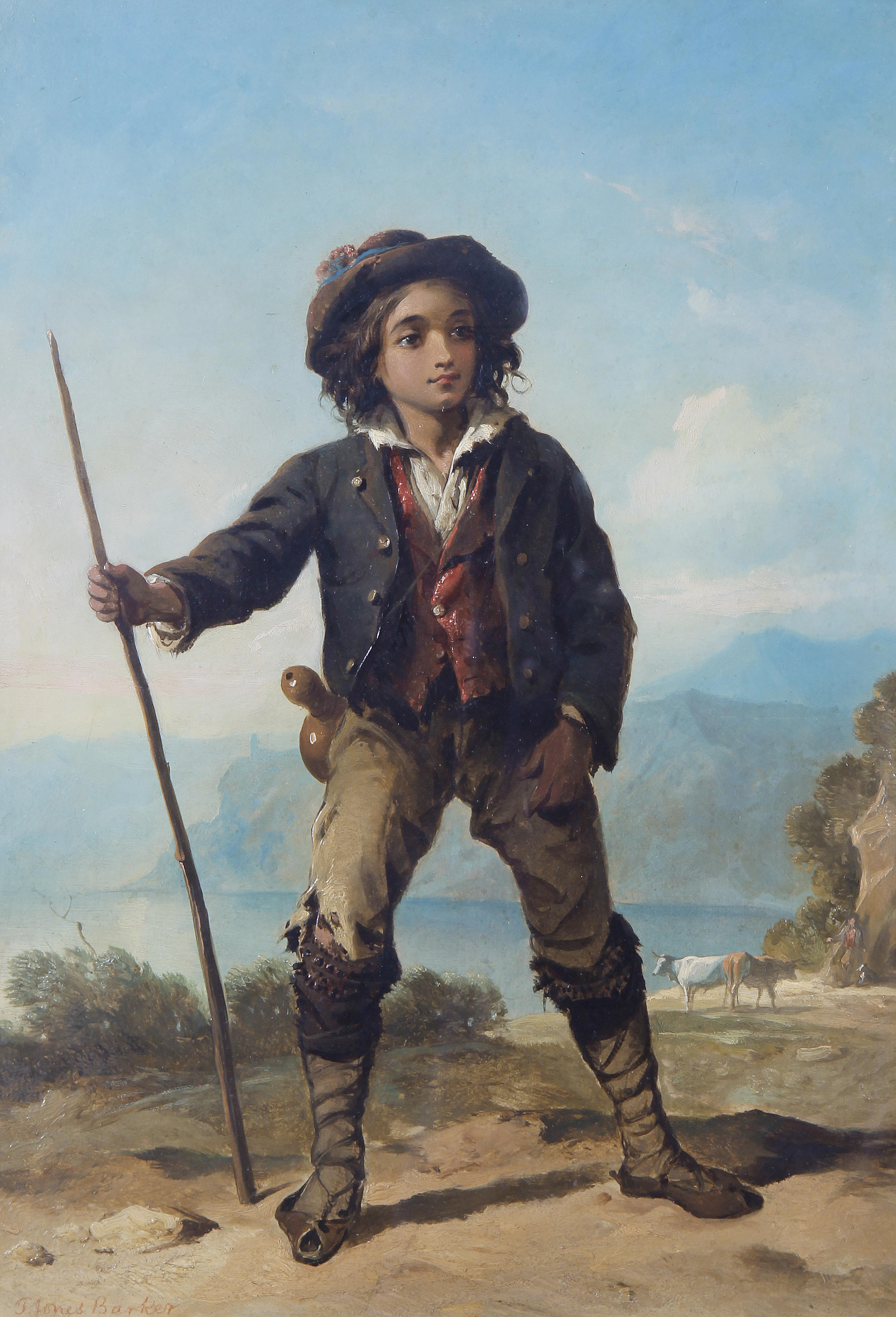
Пастушок